# 京畿広州駅
京畿広州駅（キョンギクァンジュえき）は、大韓民国京畿道広州市にある韓国鉄道公社（KORAIL）首都圏電鉄京江線の駅。

## 概要
首都圏東部本部所属の管理駅となっている。ハングル表記が同じとなる光州駅との混同を避けるために道名が付記された。計画中の水西広州線と接続する構想もある。
市中心部とは1 - 2 km離れた場所に位置する。京江線の首都圏電鉄区間では最も利用者が多い。

## 駅構造
- 相対式ホーム2面2線の高架駅。フルスクリーンタイプのホームドアが設置されている。

### のりば
| 地上 2階                       |                                          |                                                                |
| 相対式ホーム、左側のドアが開く |                                          |                                                                |
| 下り線                         | →首都圏電鉄 京江線 驪州方面へ（草月駅）→ |                                                                |
| 上り線                         | ←首都圏電鉄 京江線 板橋方面へ（三洞駅）  |                                                                |
| 相対式ホーム、左側のドアが開く |                                          |                                                                |
| 地上 1階                       | コンコース                               | 出入口、コンコース、自動券売機、改札口、エスカレーター、トイレ |

## 利用状況
近年の一日平均利用人員推移は下記のとおり。
2006年は開業日の9月24日から12月31日までの99日間の平均である。
| 路線   | 路線     | 2010年 | 2011年 | 2012年 | 2013年 | 2014年 | 2015年 | 2016年 | 2017年 | 2018年 | 2019年 | 出典  |
| ------ | -------- | ------ | ------ | ------ | ------ | ------ | ------ | ------ | ------ | ------ | ------ | ----- |
| 京江線 | 乗車人員 | 未開業 | 未開業 | 未開業 | 未開業 | 未開業 | 未開業 | 4,209  | 5,457  | 6,317  | 7,026  | [ 2 ] |
| 京江線 | 降車人員 | 未開業 | 未開業 | 未開業 | 未開業 | 未開業 | 未開業 | 4,294  | 5,352  | 6,119  | 6,684  | [ 2 ] |
| 路線   | 路線     | 2020年 | 2021年 | 2022年 | 2023年 |        |        |        |        |        |        |       |
| 京江線 | 乗車人員 | 5,516  | 5,888  | 7,109  | 7,700  |        |        |        |        |        |        |       |
| 京江線 | 降車人員 | 5,267  | 5,675  | 6,709  | 7,220  |        |        |        |        |        |        |       |

### 駅出口
- 出口1：ICTポリテク大学、京安中学
- 出口2：広州中央高

## 駅周辺
- ICTポリテク大学（朝鮮語版）
- ソウル長神大学（朝鮮語版）
- 広州中央高等学校（朝鮮語版）
- 京安中学校
- 広州中学校
- 炭筏中学校
- 炭筏初等学校
- 広州初等学校
- 京安初等学校
- 慶安川（朝鮮語版）
- 京畿広州警察署
- 広州総合バスターミナル（朝鮮語版）

## バス
最寄り停留所は、《広州駅》、《駅洞》
| 区分     | 系統 | 停留所、行先                     |
| -------- | --- | -------------------------------- |
| 市内バス | 1、17、17-1、17-1A                                                                                                  | 《広州駅》                       |
| 市内バス | 1-10、1-11、1-20、17-3 2-1、2-21、2-22、2-24、20 32、33-2、34、34-1、34-10、34-11、34-12 34-13、34-14、34-15、38-24 | 《駅洞》                         |
| 市外バス | 60、660 | 《駅洞》水原方面                 |
| 市外バス | 1113 | 《駅洞》江辺駅、エバーランド方面 |

## 歴史
- 2016年
  - 4月29日 - 京江線距離告示（施行は9月の開業時）[4]。
  - 9月13日 - 秋夕に合わせ6日間無料運行（日中1時間間隔）[5]。
  - 9月24日 - 開業。

## 隣の駅
韓国鉄道公社
京江線（首都圏電鉄京江線）
三洞駅 (K412) - 京畿広州駅 (K413) - 草月駅 (K414)